# Fritz Herkenrath
Friedrich "Fritz" Herkenrath, född 9 september 1928 i Köln, död 18 april 2016, var en tysk fotbollsmålvakt, som bland annat var med i VM i fotboll 1958. Han gjorde 21 landskamper för det tyska landslaget mellan 1954 och 1958.
1955 spelade han i Rot-Weiss Essen när de vann den tyska ligan för första gången och var också med när klubben som första tyska lag kvalade in till Europacupen, dagens Uefa Champions League.

## Klubbar
- 1945-1951 Preussen Dellbrück
- 1951-1952 FC Köln
- 1952-1962 Rot-Weiss Essen